# Lindsaea brevifolia
Lindsaea brevifolia là một loài dương xỉ trong họ Lindsaeaceae. Loài này được Reinw., Pr. mô tả khoa học đầu tiên năm 1836.
Danh pháp khoa học của loài này chưa được làm sáng tỏ. 